# Торремайор
Торремайор (ісп. Torremayor) — муніципалітет в Іспанії, у складі автономної спільноти Естремадура, у провінції Бадахос. Населення — 1011 осіб (2010).
Муніципалітет розташований на відстані близько 300 км на південний захід від Мадрида, 37 км на схід від Бадахоса.

## Демографія
Динаміка населення (INE ):